# Eupithecia omniparens
Eupithecia omniparens là một loài bướm đêm trong họ Geometridae.